# Villogorgia timorensis
Villogorgia timorensis is een zachte koraalsoort uit de familie Plexauridae. De koraalsoort komt uit het geslacht Villogorgia. Villogorgia timorensis werd in 1910 voor het eerst wetenschappelijk beschreven door Nutting. 